# Želiezovce
Želiezovce (tysk: Zelis, ungarsk: Zselíz, før 1895 Zeliz, tidligere også Zeléz) er en by i Slovakiet.
Frem til 1918 hørte byen under Kongeriget Ungarn, hvorpå den blev indlemmet i det nydannede Tjekkoslovakiet. Ved den Første Wienske Voldgiftskendelse i 1938 blev byen atter indlemmet i Ungarn, men kom 1945 tilbage til Tjekkoslovakiet. Siden 1. januar 1993 har byen hørt til Slovakiet.

## Bydele
- Jarok
- Karolína
- Mikula (etableret 1967)
- Rozina
- Svodov (etableret 1976)
- Veľký Dvor
- Želiezovce

## Venskabsbyer
- Miercurea-Ciuc, Rumænien